# ادامو، بخش لوکو
ادامو، بخش لوکو (به لاتین: Adamów, Łuków County) یک روستا در لهستان است که در Gmina Adamów, Łuków County واقع شده‌است.

## خصوصیات
ادامو ۲٬۱۰۰ نفر جمعیت دارد.